# 和歌山県立和歌山工業高等学校
和歌山県立和歌山工業高等学校（わかやまけんりつわかやまこうぎょうこうとうがっこう）は、和歌山県和歌山市西浜に立地する県立の高等学校である。

## 設置学科
- 全日制課程
  - 機械科
  - 電気科
  - 化学技術科
  - 建築科
  - 土木科
  - 産業デザイン科
  - 創造技術科
- 定時制課程
  - 機械・電気科 （夜間）
  - 建築科 （夜間）

## 沿革

### 年表
- 1914年 - 和歌山県立工業学校が開校
- 1939年 - 和歌山県立第二工業学校が開校
- 1940年 - 和歌山県立第二工業学校を和歌山県立西浜工業学校に改称
- 1942年 - 和歌山県立工業学校を和歌山県立和歌山工業学校に改称
- 1948年
  - 4月 - 学制改革および両校の統合によってH高等学校（仮称）として授業開始
  - 5月 - 新校名を和歌山県立光風工業高等学校と決定し開校式挙行
  - 10月 - 定時制を併置
- 1953年 - 和歌山県立和歌山工業高等学校に改称
- 1974年
  - 4月 - 定時制が和歌山県立和歌山第二工業高等学校として独立
  - 5月 - 和工会館完成
- 1989年 - 武道館完成
- 1998年 - 新体育館完成
- 2007年 - 和歌山県立和歌山第二工業高等学校を本校に戻す形で再統合。これにより定時制課程を再度設置
- 2009年 - 本館（鉄筋コンクリート、免震構造6階建）完成
- 2014年 - 創立100周年記念式典挙行

## 基礎データ

### 所在地
- 〒641-0036 和歌山県和歌山市西浜三丁目6番1号

### アクセス
- 和歌山駅より和歌山バス雑賀崎循環線乗車、『和歌山工業高校前』下車すぐ
- 和歌山市駅より和歌山バス西浜新和歌浦線乗車、『西浜』下車すぐ

## 部活動

### 運動部
- 体操部
- バレーボール部
- ラグビー部：20回以上全国大会に出場している。
- 剣道部
- サッカー部：全国高等学校サッカー選手権大会に4度出場しているが、第66回大会は松本深志（長野県代表）に0‐1、第67回大会は市船橋（千葉県代表）に1‐2、第68回大会は松本県ヶ丘（長野県代表）に2‐3、第98回大会は松本国際（長野県代表）に0‐1と初戦で1点差敗退。
- 陸上競技部
- 硬式テニス部
- ソフトテニス部
- 硬式野球部：春5回・夏2回甲子園に出場している。1985年夏を最後に甲子園出場はない。
- ウェイトリフティング部
- レスリング部
- バスケットボール部
- 卓球部
- 柔道部
- 山岳部
- ハンドボール部
- ボクシング部
- ヨット部

### 文化部
- 茶華道部
- 美術部
- 電波研究部
- 写真部
- 書道部
- 吹奏楽部
- 園芸部
- 機械工作部
- 図書部
- メカトロ技術部
- 映画部
- JRC部
- 囲碁・将棋部
- 文芸部
- 軽音楽部
- 土木クラブ
- 化学技術クラブ
- 建築技術クラブ

### 同好会
- ESS同好会
- ダンス同好会

## 出身著名人

### 政治・官界
- 旅田卓宗 - 元和歌山市長

### 財界・実業界
- 島正博 - 島精機製作所 創業者・代表取締社長
- 宮路年雄 - 城南電機 創業者・社長

### 文化人
- 竹内義和 - 作家
- 船戸順 - 俳優
- 宮井紀行 - ミュージシャン
- 小西克幸 - 声優、舞台俳優

### スポーツ
- 河野旭輝 - プロ野球選手
- 鈴木幸雄 - プロ野球選手
- 竹田利秋 - 学生野球指導者
- 青戸慎司 - 元陸上競技選手（男子100m元日本記録保持者、陸上のほかボブスレーでもオリンピック出場）
- 寺下太基 - プロバスケットボール選手（滋賀レイクスターズ所属）
- 中出謙二 - プロ野球選手
- 中本和希 - プロ野球選手
- 山本芳彦 - プロ野球選手
- 福重良一 - 元サッカー選手
- 湯元健一 - レスリング選手
- 湯元進一 - レスリング選手
- 奥井真生 - レスリング選手
- 橋脇正典 - ラグビーレフリー、ラグビー指導者
- 坂本椋矢 - ラグビー選手
- 服部航介 - ラグビー選手
- 西岡正織 - 囲碁棋士